# Duftorgel

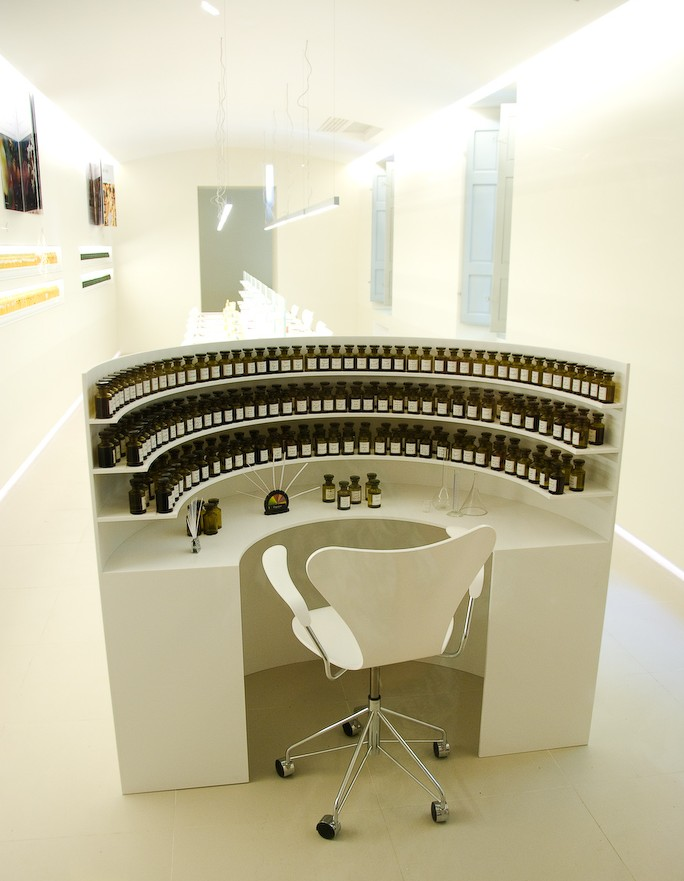
Parfümorgel am Arbeitsplatz eines Parfümeurs

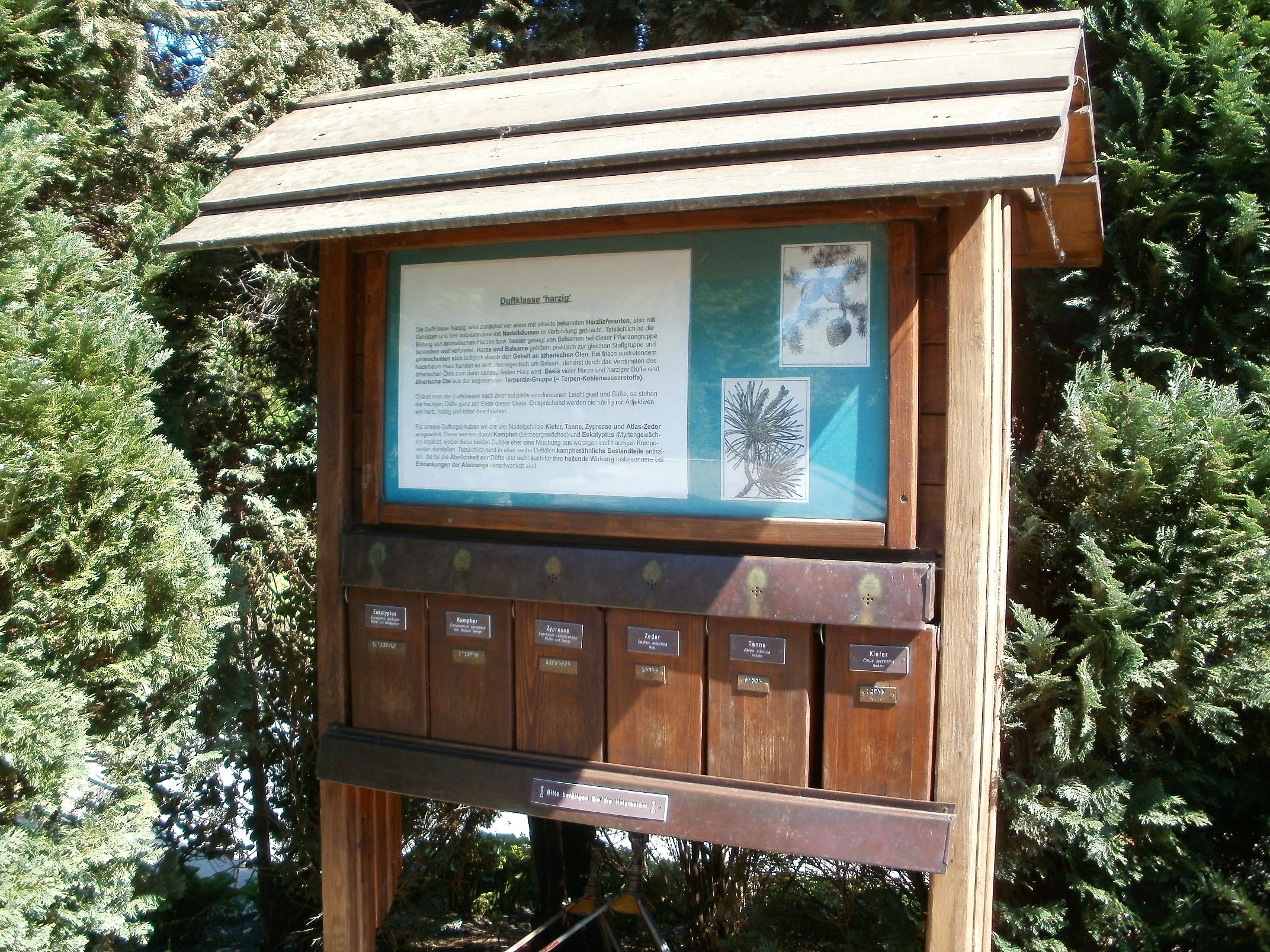
Pädagogische Duftorgel

Duftorgel oder Parfümorgel wird eine Vorrichtung genannt, an der verschiedene Duftstoffe abrufbar sind. 

## Einsatzbereich

### Parfümindustrie
Duftorgeln werden in Labors der Parfümindustrie eingesetzt, um einen Parfümeur beim Abstimmen von Duftstoffmischungen zu unterstützen. Sie können im einfachsten Fall als Regal mit Duftstoffen gestaltet sein. Es gibt auch orgelartige Geräte mit einer Klaviatur zum Abrufen von Gerüchen. Im Inneren solcher Geräte befinden sich Riechstoffe, deren Duft durch den Druck auf die Tasten nach außen dringt.

### Museumspädagogik
In der Museumspädagogik werden Duftorgeln verwendet, um Besuchern verschiedene Düfte oder Gerüche nahezubringen.

### Zeitgenössische Kunst
Als Duftorgel (auch Geruchsorgel) wird auch ein Instrument für zeitbasierte, olfaktorische Kunst bezeichnet, mit dem Duftsequenzen komponiert und in den Raum projiziert werden können.
Bislang gab es solche Duftorgeln vornehmlich in utopischer, dystopischer und grotesker Literatur. Sie finden sich u. a. in Kurd Laßwitz’ Bis zum Nullpunkt des Seins (1871) oder Aldous Huxleys Brave New World (1932). Ein olfaktorisches Instrument findet sich ebenfalls in Das Labyrinth der Träumenden Bücher von Walter Moers. 